# نوردشتراند (آلمان)
نوردشتراند (به آلمانی: Nordstrand) یک شهر در آلمان است که در Nordsee-Treene واقع شده‌است. نوردشتراند ۲٬۲۳۴ نفر جمعیت دارد.